# Copa América de Futsal de 2019
A Copa América de Futsal de 2019 seria a 13ª edição deste torneio desde que este é regido pelo regulamento da FIFA, sendo organizado pela CONMEBOL.
O torneio ocorreria originalmente em Los Ángeles, no Chile, entre 23 e 30 de outubro de 2019. Contudo, em 22 de outubro de 2019, um dia antes do inicio, CONMEBOL anunciou o cancelamento do torneio por conta dos protestos que ocorriam no país.
O Brasil era o defensor do título.

## Formato de jogo
O formato do torneio era o seguinte: as dez equipes participantes foram divididas em 2 grupos, e se enfrentarão em um sistema de todos contra todos em turno único, onde cada equipe disputaria 4 jogos respectivamente. Os dois primeiros de cada grupo avançariam para as semifinais. Os vencedores das semifinais avançariam a final, enquanto os perdedores disputariam o terceiro lugar.

## Sede
As partidas ocorreriam no Estádio Polidesportivo de Los Ángeles, na cidade homônima, no Chile

## Equipes participantes
As seleções participantes eram os 10 membros da CONMEBOL. Em 26 de setembro, se definiu os grupos da primeira fase. Cada equipe deveria apresentar um plantel de 14 jogadores, incluindo no mínimo, dois goleiros.
| Seleções qualificadas | Seleções qualificadas |
| --------------------- | --------------------- |
| Argentina             | Bolívia               |
| Brasil                | Chile                 |
| Colômbia              | Equador               |
| Paraguai              | Peru                  |
| Uruguai               | Venezuela             |

## Sorteio
O sorteio do torneio ocorreu no dia 26 de setembro de 2019, às 12h30 (UTC-3), no Hotel Four Points, em Los Ángeles, Chile. As dez equipes se dividiram em dois grupos de cinco. O anfitrião Chile e o então campeão Brasil foram os cabeças de chaves dos grupos A e B respectivamente, enquanto as outras equipes se dividiram em quatro potes com base em seus resultados na Copa América de Futsal de 2017.
| Cabeça de chave | Pote 1    | Pote 2   | Pote 3    | Pote 4  |
| --------------- | --------- | -------- | --------- | ------- |
| Chile (A1)      | Argentina | Uruguai  | Venezuela | Equador |
| Brasil (B1)     | Paraguai  | Colômbia | Bolívia   | Peru    |

## Fase de grupos

### Grupo B
Em 22 de outubro de 2019, a CONMEBOL anunciou o cancelamento do torneio por conta dos protestos ocorridos no Chile.